# Дынин, Александр Николаевич
Александр Николаевич Дынин - советский хозяйственный, государственный и политический деятель.

## Биография
Родился в 1903 году. Член ВКП(б).
С 1924 года - на хозяйственной, общественной и политической работе. В 1924-1928 гг. — студент Томского государственного медицинского института, ординатор по факультетской хирургии, прошел специализацию по хирургии в ЦИУ, заведующий хирургическим отделением, главный врач Горно-Алтайской областной больницы, заведующий Горно-Алтайским облздравотделом, врач-хирург Горно-Алтайской областной больницы. Участник Великой Отечественной войны, ведущий хирург госпиталей, начальник госпиталя. Главный хирург города Бийска, главный врач Бийской 1-й городской больницы.
Избирался депутатом Совета Союза Верховного Совета СССР 4-го созыва от Алтайского края.
Умер в 1974 году.